# Hrabstwo Fisher

Piramida wieku hrabstwa

Hrabstwo Fisher – hrabstwo w USA, w środkowo–zachodnim Teksasie. Utworzone w 1876 r. Siedzibą hrabstwa jest miasteczko Roby. Do innych miejscowości, należą: Rotan, Hobbs, Longworth, McCaulley i Sylvester.
Hrabstwo było kiedyś jednym z 30 całkowicie suchych hrabstw („dry county”), co oznaczało zakaz sprzedaży alkoholu. Obecnie hrabstwo  zezwala na sprzedaż alkoholu.

## Sąsiednie hrabstwa
- Hrabstwo Stonewall (północ)
- Hrabstwo Jones (wschód)
- Hrabstwo Taylor (południowy wschód)
- Hrabstwo Nolan (południe)
- Hrabstwo Mitchell (południowy zachód)
- Hrabstwo Scurry (zachód)
- Hrabstwo Kent (północny zachód)

## Gospodarka
Gospodarka hrabstwa opiera się na rolnictwie (uprawa bawełny, pszenicy, kukurydzy, sorgo, produkcja siana, oraz hodowle bydła i owiec), oraz wydobyciu ropy naftowej. 54% areału gospodarstw zajmują uprawy, 38% to pastwiska i 5% to obszary leśne. 
28% mieszkańców (dane z 2022) zatrudnionych jest w usługach edukacyjnych lub zdrowotnych. 

## Ludność
W latach 2000–2020 populacja hrabstwa skurczyła się o 15,5%. Według danych pięcioletnich z 2023 roku, mieszkańcy deklarują głównie pochodzenie meksykańskie (24,7%), angielskie (13,4%), „amerykańskie” (12%), irlandzkie (10,7%), niemieckie (10,2%), afroamerykańskie (3,8%) i szkockie lub szkocko–irlandzkie (3,1%).